# یواس‌اس منکار (ای‌کی-۱۲۳)
یواس‌اس منکار (ای‌کی-۱۲۳) (به انگلیسی: USS Menkar (AK-123)) یک کشتی بود که طول آن ۴۴۱ فوت ۶ اینچ (۱۳۴٫۵۷ متر) بود. این کشتی در سال ۱۹۴۳ ساخته شد.